# بلدة إيست ريبوبليك (مقاطعة غرين)
بلدة إيست ريبوبليك هي بلدة مدنية في مقاطعة غرين التابعة لولاية ميزوري في الولايات المتحدة الأمريكية.
البلدة سميت باسم مدينة ريبابلك.